# Châtonnaye
Châtonnaye is een gemeente en plaats in het Zwitserse kanton Fribourg, en maakt deel uit van het district Glâne.
Châtonnaye telt 593 inwoners.